# 多核体
多核体（たかくたい）とは、その生物の体が一つの細胞に多数の核が含まれている状態になっているときに、その状態を指す言葉である。菌類、藻類などに多くの例がある。

## 概論
多核体（たかくたい、Coenocyte）は、大型の細胞に多数の核が含まれた状態のことで、原生生物において多数の例がある。一般に細胞は1つの核を持ち、細胞が成長すると核が分裂し、同時に細胞質も分裂することでこの状態が保たれる。しかし、ある種の生物では細胞が成長すると、核は分裂するが細胞質は分裂せず、結果として複数の核を持つ細胞が生じる。これを続けていけば、巨大な仕切りのない細胞質の中に多数の核が存在する状態を生じる。これが多核体である。
このような構造は、一般的な生命の単位としての細胞の構造を離れるものである。そのため、このような生物は細胞構造をもたない、との判断もあり得る。そのような立場から、非細胞生物との呼称もある。しかし、細胞小器官などは、通常の細胞と共通であり、細胞の振る舞いとして、そういったものもあり得る、と理解される。
多核体の生物は、細胞単体としてみれば、通常の細胞より大型のものが多い。時には多細胞構造を発達させることなく、巨大な体を形成する。細胞そのものの力学的な強度は得られないためか、細い管状や薄膜状のような形をとる例が多い。ただし、そのような管状の構造がからみあい、まとまって複雑かつ大型の構造を形成する場合もある。
生殖が行われる場合には、核ごとに細胞に分かれ、生殖細胞となる。あるいは、生殖細胞が体細胞から分化する場合には、体細胞と生殖細胞を仕切る隔壁が生じるのが普通である。
なお、多細胞生物にも一部に多核の細胞を生じる場合がある。動物の筋肉などにその例があるが、これはむしろ複数の細胞が融合したものであり、合胞体、融合細胞、あるいはシンシチウムと呼ばれる。

## さまざまな多核体
多核体の体を持つ代表的な分類群は以下のようなものである。
変形菌類
変形菌の変形体は配偶子の融合の後、核分裂だけをおこないながら成長し、時に1m以上にも広がったものになる。核の数は軽く億を超えると言われる。変形体は粘液状で、薄く広がって伸び、成長すると糸状に枝分かれする。それぞれの枝では周囲が固くなり、内部では非常に速い原形質流動が行われている。ごく小型のものをのぞいて、原形質流動は約30秒ごとに反転する。
類似の原生粘菌・ネコブカビも小さいながら多核の変形体を形成する。
菌類
ツボカビ門と接合菌門に多核体の構造が見られる。ツボカビ門に見られる壺型の胞子嚢の形のものも多核体であり、ツボカビ門の一部と接合菌門に見られる菌糸もそうである。これらの菌糸は太くて隔壁がなく、あちこちから細かい樹状の仮根をだす。菌糸内は中央に液胞が多く、細胞質は周辺によっている。
また、子のう菌・担子菌の菌糸は、規則的に隔壁があり、細胞に分かれているように見えるが、隔壁には核が通れる孔があり、実質的には多核体に近いものである。なお、特殊な例として、主に担子菌類には二核菌糸という、細胞内には常に二つの核が共存する型がある。
ストラメノパイル
以前は菌類と考えられていた卵菌類も多核の菌糸状の構造を形成する。藻類ではフシナシミドロも同様に管状に長く伸びた多核体の藻体を持つ。
緑藻類
カサノリ目とイワヅタ目が多核嚢状体である。ミルは場合によっては1mにもなる枝のある棒状の藻類であるが、表面に多数の嚢状体を並べ、その内側で細かい管がそれらを連結している。細胞内に細胞壁の支柱を持つものや、石灰質を蓄積するものもある。
他にも細胞に分かれながらも、それぞれの細胞内では多核である例が藻類のいくつかの分類群に見られる。
原生動物
有孔虫・オパリナ類は多数の核を持っている。繊毛虫は大小の2核を持つなど、機能の分化した複数の核を持っている。アメーバなどにも2核、あるいはそれ以上の核を持つ種がある。